# Mark Semyonovich Donskoy
Mark Semyonovich Donskoy (tiếng Nga: Марк Семёнович Донско́й; 6 tháng 3 [lịch cũ 21 tháng 2] năm 1901 - 21 tháng 3 năm 1981) là một đạo diễn và nhà biên kịch phim người Liên Xô.
Mark Donskoy sinh ra ở Odessa trong một gia đình Do Thái. Trong cuộc Nội chiến, ông phục vụ trong Hồng quân (1921-1923), và bị quân Bạch vệ bắt giữ trong mười tháng. Sau khi xuất ngũ, ông theo học ngành tâm lý học và tâm thần học tại trường y tại Krưm. Năm 1925, ông tốt nghiệp bộ môn pháp lý của Khoa Khoa học Xã hội của Đại học Crimean được đặt tên theo MV Frunze ở Simferopol. Đồng thời, ông làm việc trong các cơ quan điều tra, tại Tòa án tối cao của Ukraina thuộc Liên Xô, và trong đoàn luật sư. Ông đã phát hành một tập truyện ngắn về cuộc đời mình mang tên "Những người tù" (1925).
Donskoy bắt đầu sự nghiệp điện ảnh vào năm 1926. Ông làm việc trong bộ phận biên kịch, sau đó là trợ lý đạo diễn ở Moskva, sau đó là trợ lý biên tập ở Leningrad. Năm 1935, ông trở thành đạo diễn lồng tiếng đầu tiên của Liên Xô, ông đã đặt tên cho bộ phim Mỹ là "Người vô hình". Năm 1938-1941, và năm 1945-1955 ông là giám đốc hãng phim Soyuzdetfilm (Matxcova). Năm 1942-1945 và năm 1955-1957 - giám đốc xưởng phim Kiev. Từ năm 1957, giám đốc và chỉ đạo nghệ thuật của xưởng phim Maxim Gorky (trước đây là Soyuzdetfilm).
Vợ ông là nhà biên kịch Irina Borisovna Donskaya (1918-1983).

## Phim ảnh
- - Thời thơ ấu của Maxim Gorky (1938)
  - Gorky 2: Học việc của tôi (1939)
  - Gorky 3: Các trường đại học của tôi (1940)
  - Thép được tôi luyện như thế nào (1942)
  - Cầu vồng (1944)
  - The Unvanquished (1945)
  - Alitet Leaves for the Hills (1949)
  - Mẹ (1955)
  - At Great Cost / Con ngựa kêu (1957)
  - Foma Gordeyev (1959)
  - Trái tim người mẹ (1965)

## Danh hiệu và giải thưởng
- Giải thưởng Stalin:
  - Hạng 2 (1941) - cho Thời thơ ấu của Maxim Gorky (1938) và Con người (1939)
  - Hạng nhất (1946) - cho Rainbow (1943)
  - Hạng nhất (1948) - dành cho Giáo viên Làng (1947)
- Giải thưởng Nhà nước Liên Xô (1968) - cho Trái tim Mẹ (1966)
- Nghệ sĩ Nhân dân Liên Xô (1966)
- Anh hùng lao động xã hội chủ nghĩa (1971)
- Hai mệnh lệnh của Lenin
- Mệnh lệnh Cách mạng Tháng Mười (18 tháng 3 năm 1981)
- Huân chương Lao động Đỏ
- Giải thưởng cao nhất của Hiệp hội phê bình phim Hoa Kỳ năm 1944 - cho Rainbow
- Giải thưởng của Daily News - cho phim nước ngoài hay nhất chiếu ở Mỹ năm 1944 (Rainbow)
- Giải thưởng lớn tại Liên hoan phim Venice 1946 - cho The Unvanquished
- Giải đặc biệt của các nhà báo Ý Venice IFF 1948 - cho các trường Đại học của tôi
- Giải thưởng cho Đạo diễn xuất sắc nhất Liên hoan phim ở Paris 1949 - cho Giáo viên đồng quê
- Giải nhất Liên hoan phim quốc tế Stockholm 1949 - cho các trường đại học của tôi
- Giải R. Liên hoan phim quốc tế Unningtona Edinburgh năm 1955 - cho Thời thơ ấu của Maxim Gorky, Con người và trường đại học của tôi
- Giải đạo diễn xuất sắc nhất tại Liên hoan phim quốc tế Locarno 1960 - cho Foma Gordeev
- Văn bằng đặc biệt trong Liên hoan phim Quốc tế Karlovy Vary 1970 - cho Rainbow